# Astrup (Visbek)

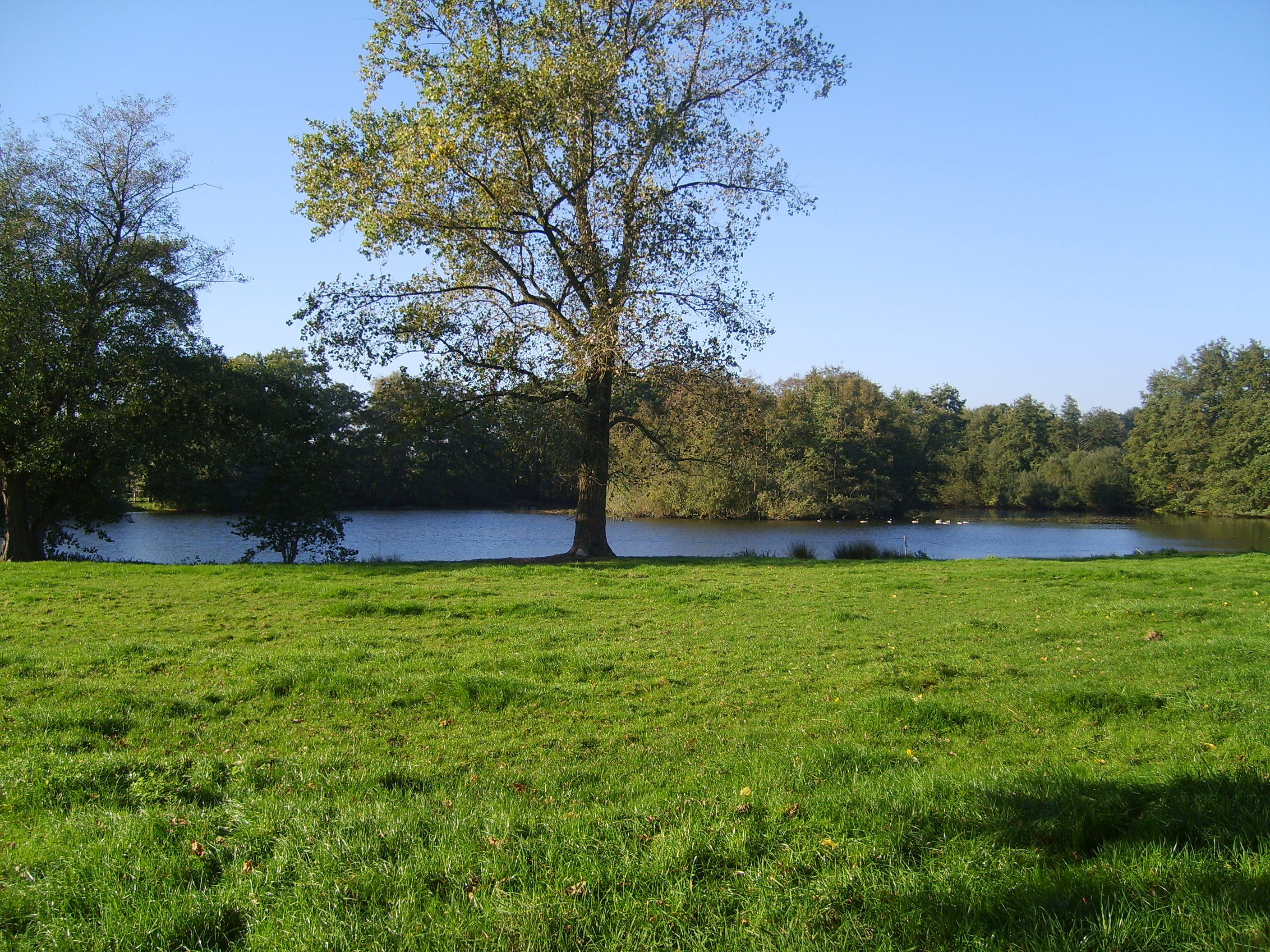
Der Heideweiher Trennmoor im Norden Astrups

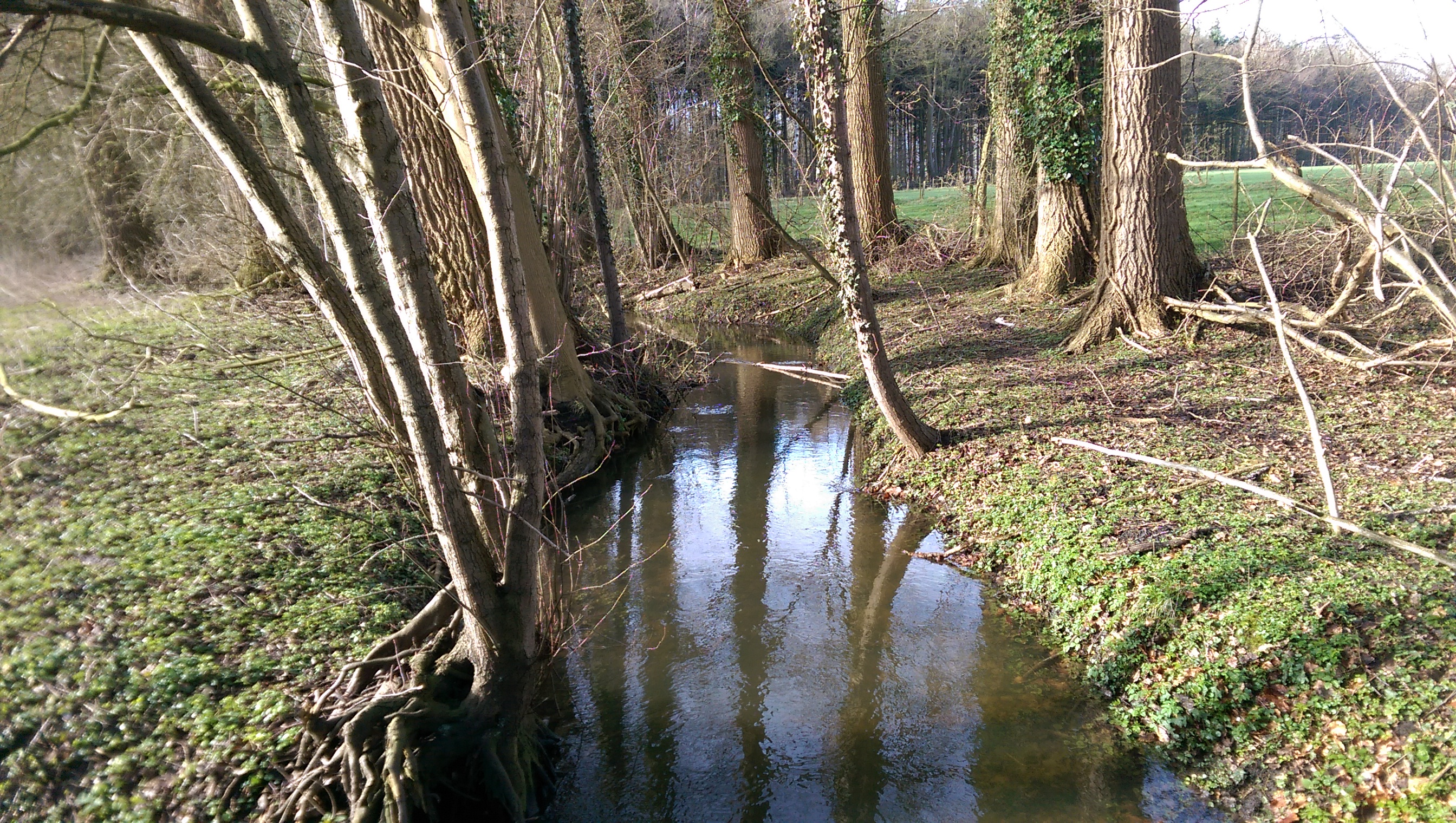
Oberlauf des Vechtaer Moorbachs bei Astrup

Astrup ist eine knapp 300 Einwohner zählende Bauerschaft im Süden der Gemeinde Visbek im südoldenburgischen Landkreis Vechta in Niedersachsen.

## Etymologie
Astrup wurde als Estithorpe 872 erstmals urkundlich erwähnt, 1496 als Astorpe. Das Bestimmungswort dieses alten Dorf-Namens geht auf einen nicht bestimmt zu ermittelnden germanischen Personennamen zurück.

## Geografie und Topographie
Der Visbeker Ortsteil Astrup liegt in der Cloppenburger Geest, etwa vier Kilometer südlich des Visbeker Ortskerns. Das Bild des Dorfes ist geprägt von Bauernhöfen mit alten Fachwerkhäusern. Die flache Geestlandschaft ist von fruchtbarem Lehmboden bedeckt. Im Norden der Bauerschaft liegt der Heideweiher Trennmoor, ein schlattähnliches Kleingewässer. Charakteristisch für das Trennmoor ist die mit Weiden und anderen feuchtigkeitsliebenden Bäumen sowie mit Schilf bewachsene Insel in seiner Mitte. Nordöstlich des Trennmoors entspringt der Lutter Mühlenbach, der dieses zunächst durchfließt, um dann Astrup am östlichen Ortsrand zu passieren. Nordwestlich des Dorfes Astrup entspringt nahe dem Tiefen Schlatt bei der Bauerschaft Hagstedt der Vechtaer Moorbach, der Astrup am südwestlichen Ortsrand tangiert und sich in seinem weiteren Verlauf nach Süden bis in Höhe Holtrup längs eines urwüchsigen Auwaldes mit vergleichsweise hoher Strukturvielfalt schlängelt.

## Verkehr
Die Kreisstraße K 334 (Visbeker Damm) von Visbek nach Vechta verläuft etwa einen Kilometer westlich des Dorfes Astrup. Im Rahmen der Verkehrsgemeinschaft Landkreis Vechta ist Astrup durch Buslinien von Moobilplus Vechta (moobil+) an den ÖPNV Richtung Visbek, Vechta und Goldenstedt angebunden.

## Wappen
Das Astruper Wappen stellt ein Fachwerkbauernhaus dar.

## Vereine
Der Schießsport wird in der St. Hubertus Schützenbruderschaft Norddöllen-Astrup e. V. gepflegt, und alljährlich traditionell Ende April/Anfang Mai mit dem ersten Visbeker Schützenfest der Saison auf dem Festplatz in Norddöllen unter dem Motto „Für Glaube, Sitte und Heimat“ begangen.

## Verwaltung der Bauerschaft
Bezirksvorsteher der Bauerschaft ist Georg Lübberding.